# História da Guiné
História da Guiné — A área ocupada hoje pela Guiné fez parte do território de diversos povos africanos, incluindo o império Songai, no período entre os séculos X e XV, quando a região tomou contato pela primeira vez com os comerciantes europeus.
O período colonial da Guiné se iniciou quando tropas francesas penetraram na região em meados do século XIX. A dominação francesa foi assegurada ao derrotarem as tropas de Samori Turé, guerreiro de etnia malinquê, o que deu aos franceses o controle do que é hoje a Guiné, e de regiões adjacentes.
A França definiu, em fins do século XIX e início do XX, as fronteiras da atual Guiné com os então territórios britânico e português que hoje formam, respectivamente, Serra Leoa e Guiné-Bissau. Negociou ainda a fronteira com a Libéria. Sob domínio francês, a região passou a ser o Território da Guiné dentro da África Ocidental Francesa, administrada por um governador-geral residente em Dakar (atualmente, capital do Senegal). Tenentes-governadores administravam as colônias individuais, incluindo a Guiné.
Liderados por Ahmed Sékou Touré, líder do Partido Democrático da Guiné (PDG), que ganhou 56 das 60 cadeiras nas eleições territoriais de 1957, o povo da Guiné decidiu em plebiscito, por esmagadora maioria, rejeitar a proposta de pertencer a uma Comunidade Francesa. Os franceses se retiraram rapidamente, e em 2 de Outubro de 1958, a Guiné se tornou um país independente, com Sékou Touré como presidente.
Sob o governo de Touré, a Guiné se tornou uma ditadura de partido único, com uma economia fechada de caráter socialista, e intolerante a direitos humanos, liberdade de expressão ou oposição política, a qual foi brutalmente suprimida. Antes acreditado por sua defesa de um nacionalismo sem barreiras étnicas, Touré gradualmente passou a depender de seu próprio grupo étnico, os malinquês, para preencher posições em sue governo. Alegando tentativas de golpe oriundas do exterior e do próprio país, o regime de Turé visou inimigos reais e imaginários, aprisionando milhares em prisões similares aos gulagues soviéticos, onde centenas pereceram. A repressão do regime levou mais de 1 milhão de pessoas ao exílio, e a paranoia de Touré arruinou as relações com países estrangeiros, incluindo países africanos vizinhos, aumentando o isolamento econômico da Guiné e, posteriormente, devastando sua economia.
Sékou Touré morreu a 26 de Março de 1984, e uma junta militar encabeçada pelo coronel Lansana Conté tomou o poder a 3 de Abril de 1984. O país continuou sem eleições democráticas até 1993, quando foram realizadas e Lansana Conté ganhou-as numa disputa apertada. O presidente foi reeleito em 1998. O presidente foi severamente criticado ao prender, em 1999, um importante líder de oposição. As tensões com a vizinha Serra Leoa ainda persistem.